# Prinsessan Sissi
Prinsessan Sissi är en fransk och fransk-kanadensisk animerad filmserie som hade premiär den 27 november 1997 på France 3. Serien har visats dubbad till svenska på Fox Kids och Jetix.
Serien bygger mycket löst på Elisabeth av Österrike-Ungerns liv och hennes möte med bland annat prins Karl, kronprins Frans och deras mor Sofia. Elisabeths smeknamn var "Sissi".
Åtta av de totalt femtiotvå avsnitten har släppts på DVD i Sverige.

## Handling
En unik bayersk flickas - Sissis - liv blir sig aldrig likt igen efter dagen då hon möter de charmerande och nobla prinsarna Frans och Karl. Det tar inte lång tid innan Sissi och Franz börjar planera för sin framtid tillsammans. Men deras kärlek uppskattas inte av alla och de måste möta avundsjuka, svek, förräderi och stora faror för att kunna få varandra.

## Avsnitt
1. Sissi Får Sin Vilja Fram
2. De Oväntade Gästerna
3. En Kejserlig Överraskning
4. Possis Lilla Tjuv
5. Den Fruktansvärda Helena
6. Tid Att Ta Farväl
7. Ta Chanser
8. En Ovanlig Skogsman
9. Arkas Får sin Hämnd
10. Kyssen I Innsbruck
11. Föräldrarnas Vägran
12. Ett Brev Från Franz
13. Förlovningsbalen
14. Missade Återföreningar
15. De Första Stegen I Det Kungliga Hovet
16. En Gyllene Bur
17. Zaniouchka Circusen
18. Spegelns Hemlighet
19. En Förväntansfull Jul
20. Fortet
21. Med Tiden Emot Oss
22. En Älskares Missnöje
23. De Har Stulit Tempest
24. En Välförtjänt Seger
25. Fara På Marknaden
26. Sissi Och Franz Håller Sina Löften
27. Tiaran Är Borta
28. Infallet På Operan
29. Sissis Offer
30. Hurra För Erzsebet!
31. Avundsjuka
32. Adjö Budapest
33. Possi Måste Räddas
34. Sissi Och Apacherna
35. Hårda Tider
36. Den Mystiska Ryttarinnan
37. Kurragömma på Schonbrunn
38. De Stora Jakten
39. Erkännanden i Venedig
40. Ahriman Island
41. Skeppsvraket
42. Arkas' Fångar
43. Privata Sissi
44. Sissi I Stormens Öga
45. De Tre Duvorna
46. Var På Din Vakt Prinsessan
47. Tommys Mysterium
48. Arkas Ger Aldig Upp
49. Dr. Fritzs Elixir
50. Prins Fritz
51. Dubbelspelet
52. Kärleken Segrar